# 稲田陽一
稲田 陽一（いなだ よういち、1921年5月21日 - 2006年5月20日）は、日本の法学者（憲法）・弁護士。岡山大学名誉教授。

## 略歴
香川県高松市出身。第六高等学校卒、1947年東京帝国大学法学部政治学科卒、香川大学経済学部助教授、岡山大学法学部助教授、教授を務め、1987年定年退官、名誉教授となり、高岡法科大学法学部教授を務めた。弁護士。

## 著書
- 『憲法と私法の接点 基本権の第三者効力』成文堂 1970
- 『続・憲法と私法の接点 公害と憲法戦略』成文堂 1975
- 『被差別部落と天皇制 「不可侵 不可被侵」の原点より』三一書房 1977
- 『地方自治とその原点』木鐸社 1988
- 『不可侵不可被侵の憲法論 俗流憲法学批判』手帖舎 1989 晃洋書房 1990
- 『国制史における天皇論 (SBC学術文庫)信山出版 1996

### 共編
- 『憲法の科学的考察 上野裕久教授退官記念』田畑忍、上田勝美ほか共編 法律文化社 1985

## 論文
- <稲田陽一